# 岩国市営玖珂バス
岩国市営玖珂バス（いわくにしえいくがバス）は、山口県岩国市がかつて運行していた自治体バスである。運行開始当初は玖珂町による福祉巡回バス「玖珂町営バス」として運行しており、運賃は無料であった。
岩国市との合併により岩国市へ引き継がれ、岩国市玖珂総合支所（旧・玖珂町）地域振興課が所管していた。旧・玖珂郡各地域内の自治体バス運行路線網の見直しに伴い、2009年4月1日より岩国市生活交通バスとして統合再編された。統合前までの運行区域は、旧・玖珂町域のみであった。

## 歴史
- 1999年頃：玖珂町営バスとして運行開始[注釈 1][1]。
- 2006年3月20日：岩国市、玖珂郡由宇町、玖珂町、本郷村、周東町、錦町、美川町、美和町が新設合併し、改めて岩国市が発足したことに伴い、岩国市営玖珂バスへ改称。
- 2008年1月4日：定額制運賃による有料化（小人は半額）が実施される[2]。ただし、以下の該当者に対しては運賃の減免措置を実施。
  - 身体障害者や療育手帳の所持者（および一部の介護者）:小人と同額
  - 敬老優待乗車証（高齢者向け）を除く福祉優待乗車証の所持者：無料
- 2009年4月1日： 旧玖珂郡各地域内の自治体バス運行路線網の見直しに伴い、同日付にて岩国市生活交通バスとしての運行に統合再編され、運賃制度に対しても見直しがなされた[3][4]。

## 路線
岩国市生活交通バスとして統合される前の時点での記述に、岩国市生活交通バスの路線として継承されたか否かを付記している。
谷津上線
- 谷津上回転場 - 比叡神社参道入口 - 北部コミュニティセンター前 - 玖珂総合支所 - 玖珂駅
  - 2009年4月1日：路線名称や主要経路の変更なしで、岩国市生活交通バスへと継承される。

欽明路・上谷線
- 上谷集会所前 - 下谷南 - 下谷北 - 欽明路 - 東部コミュニティセンター前 - 欽明路駅前 - 市頭児童遊園前 - 玖珂駅
  - 2009年4月1日：一部のバス停の設置状況に変動（上述においては市頭児童遊園前の名称が消滅）があるが、岩国市生活交通バスへと継承される。

臼田線
- 玖珂駅 - 玖珂総合支所 - 浄光寺前 - 千束公会堂前 - 東川 - 臼田 - 臼田回転場
  - 2009年4月1日：路線名称や主要経路の変更なしで、岩国市生活交通バスへと継承される。

上市北・千束線
- 玖珂駅 - 市頭児童遊園前 - 善住寺前 - 鞍掛住宅前 - あいあいセンター - 千束 - あいあいセンター - 浄光寺前 - 玖珂総合支所 - 玖珂駅
  - 2009年4月1日：一部のバス停の設置状況に変動（上述においては市頭児童遊園前の名称が消滅）があるが、岩国市生活交通バスへと継承される。

瀬田・柳井田線
- 玖珂駅 - 本町上 - 柳井田上公会堂 - 野地 - 野地回転場 - 野地 - 玖珂苑前 - 温水プールグリーンオアシス - 瀬田上南 - 瀬田下 - 玖珂総合支所 - 玖珂駅
  - 2009年4月1日：岩国市生活交通バスへは継承されず、廃止（新規開設路線と置き換え）。

温水プールグリーンオアシスの近辺にある総合公園前付近は フリー乗降区間であった。ただし、温水プールグリーンオアシス自体は経由しない便があった。
大田・久門給・有延線
- 玖珂駅 - 玖珂総合支所 - 大田 - 桜づつみ公園 - 市成 - 笹見川橋北 - 瀬田下 - 温水プールグリーンオアシス - 大田 - 笹見川橋北 - 久門給1区公会堂前 - 玖珂総合支所 - 玖珂駅
  - 2009年4月1日：岩国市生活交通バスへは継承されず、廃止（新規開設路線と置き換え）。

温水プールグリーンオアシスの近辺にある総合公園前付近はフリー乗降区間であった。ただし、温水プールグリーンオアシス自体は経由しない便もあった。

## 岩国市生活交通バスへ再編された旧町村営バス
- 岩国市営玖珂バス
- 岩国市営周東バス
- 岩国市営錦バス
- 岩国市営美川バス
- 岩国市営美和バス
- 岩国市営らかん清流バス